# Sylvie Müller
Sylvie Müller (* 27. März 1991) ist eine deutsche Leichtathletin, die sich auf die Langstrecke spezialisiert hat.

## Karriere
Müller wurde mit der MTG Mannheim deutsche Mannschaftsmeisterin 2023 im Halbmarathon. 2024 gewann Müller den Halbmarathon beim Paderborner Osterlauf.
2025 wurde Müller deutsche Meisterin im 50-km-Lauf und wieder deutsche Vizemeisterin in der Halbmarathon-Mannschaft.